# Aristide Coscia
Aristide Coscia (Alessandria, Provincia de Alessandria, Italia, 15 de marzo de 1918 - Alessandria, Provincia de Alessandria, Italia, 28 de febrero de 1979) fue un futbolista y director técnico italiano. Se desempeñaba en la posición de centrocampista.

## Clubes

### Como futbolista
| Club               | País   | Año         |
| ------------------ | ------ | ----------- |
| Alessandria Calcio | Italia | 1936 - 1938 |
| A. S. Roma         | Italia | 1938 - 1943 |
| A. S. Ambrosiana   | Italia | 1943 - 1944 |
| Juventus F. C.     | Italia | 1945 - 1946 |
| Alessandria Calcio | Italia | 1946 - 1948 |
| U. C. Sampdoria    | Italia | 1948 - 1954 |
| Dopolavoro Cirio   | Italia | 1954 - 1955 |

### Como entrenador
| Club               | País    | Año         |
| ------------------ | ------- | ----------- |
| Dopolavoro Cirio   | Italia  | 1954 - 1955 |
| Altay S. K.        | Turquía | 1963        |
| Alessandria Calcio | Italia  | 1965 - 1966 |
| U. S. Siracusa     | Italia  | 1967 - 1968 |

## Palmarés

### Como futbolista

#### Campeonatos nacionales
| Título  | Club       | País   | Año     |
| ------- | ---------- | ------ | ------- |
| Serie A | A. S. Roma | Italia | 1941-42 |